# Igor' Dmitrievič Novikov
Igor' Dmitrievič Novikov (in russo Игорь Дмитриевич Новиков?; Mosca, 10 novembre 1935) è un astrofisico e cosmologo russo.

## Biografia
Ha formulato il principio di autoconsistenza di Novikov negli anni Ottanta, contribuendo alla teoria del viaggio nel tempo.
Allievo di Jakov Borisovič Zel'dovič, Novikov ha ottenuto il dottorato di ricerca in astrofisica nel 1965 e il dottorato russo di astrofisica nel 1970. Tra il 1974 e il 1990 è stato a capo del Dipartimenti di Astrofisica Relativistica all'Istituto di Ricerca Spaziale Russo a Mosca. Prima del 1991 era a capo del Dipartimento di Astrofisica Teorica al Lebedev Physical Institute di Mosca ed è stato professore all'Università statale di Mosca. Fino al 1994 è stato direttore del Centro di Astrofisica Teorica (TAC) all'Università di Copenhagen, in Danimarca, ed è tuttora professore di astrofisica all'Osservatorio dell'Università di Copenhagen, dove si trova dal 1991. Fino al 1998, inoltre, è stato un "Fellow of the Royal Astronomical Society".

## Pubblicazioni
Ha scritto molti libri popolari, tra cui:
- Black Holes and the Universe (tradotto da Vitaly I. Kisin, Cambridge University Press 1995)
- The River of Time (tradotto da Vitaly I. Kisin, Cambridge University Press 1998, 2001)
- Il ritmo del tempo (Di Renzo Editore, Roma, 2006)

È autore o co-autore di 15 libri sulla cosmologia e sull'astrofisica, e ha scritto, con Alexander S. Sharov, una biografia di Edwin Hubble, E. Hubble, Life and Work (Cambridge University Press 1992).